# Sucker Punch
Cet article concerne le film de Zack Snyder. Pour le studio de jeu vidéo, voir Sucker Punch Productions.
Pour plus de détails, voir Fiche technique et Distribution.
Sucker Punch, ou Coup interdit au Québec, est un film d'action fantastique américain réalisé et co-écrit par Zack Snyder, sorti en 2011.
Il s'agit du premier film de Snyder qui ne s'inspire pas d'une œuvre préexistante. Il suit le destin de Babydoll (Emily Browning), une jeune femme envoyée dans un hôpital psychiatrique pour subir une lobotomie. Pour fuir ce cadre sordide, elle imagine être prisonnière  d'une maison close et s'associe avec d'autres filles pour retrouver des objets qui leur permettront de fuir la maison, et par conséquent, l'hôpital.
Lors de sa sortie, le film reçoit un accueil mitigé de la part de la critique américaine. Il réalise également une mauvaise performance au box-office, devenant un échec. Une version longue du film est sortie par la suite en vidéo, contenant des scènes coupées au montage original afin d'éviter que le film soit classé « R - Restricted » aux États-Unis.

## Synopsis
Dans les années 1960, une jeune fille surnommée Babydoll (Emily Browning) et sa petite sœur (Frederique De Raucourt) perdent leur mère. Elles deviennent alors les uniques héritières de la fortune de cette dernière. Quand il découvre le testament, leur beau-père (Gerard Plunkett) décide de s'en prendre à la plus jeune. Babydoll le menace d'une arme, mais la balle manque sa cible et ricoche, tuant sa sœur sur le coup. Babydoll est arrêtée par la police et son beau-père décide de profiter de cette aubaine et s'arrange financièrement avec Blue Jones, l'un des infirmiers de la Lennox House, un hôpital psychiatrique, pour qu'elle soit lobotomisée au plus vite afin d'éviter que quiconque puisse recueillir son témoignage, ce qui le compromettrait définitivement et l'empêcherait de toucher l'héritage. Entendant tout du complot, elle se fixe un objectif : s'évader de l'asile.
Afin de supporter le quotidien des cinq jours qu'elle aura à passer dans l'établissement avant son opération, Babydoll s'enferme dans un monde où l'asile devient un cabaret dans lequel les internées sont des danseuses, Blue étant le propriétaire des lieux et Vera  Gorski (Carla Gugino), sa thérapeute, la chorégraphe. Néanmoins, le cabaret est aussi une maison close où les clients de Blue peuvent profiter des filles après les spectacles. Blue apprend à Babydoll que sa virginité a été vendue au High Roller (Jon Hamm) qui passera dans cinq jours, s'agissant dans le monde réel de sa lobotomie et du docteur.
Lors d'un entrainement de danse, Babydoll est transportée mentalement dans le Japon féodal où elle rencontre un sage (Scott Glenn) qui lui dévoile qu'elle doit trouver plusieurs objets pour pouvoir s'échapper de l'établissement : une carte (le plan du bâtiment), le feu (un briquet), un couteau (celui du cuisinier), une clef (gardée par Blue) et un cinquième élément que Babydoll doit découvrir par elle-même.
Elle dévoile ses éléments à quatre autres danseuses dont elle s'est rapprochée : Sweet Pea (Abbie Cornish) et sa sœur Rocket (Jena Malone), Blondie (Vanessa Hudgens) et Amber (Jamie Chung). Vera Gorski ayant jugé les compétences de danseuse de Babydoll comme étant impressionnantes, les filles mettent au point un plan : subtiliser les objets pendant que Babydoll fait diversion lors de l'une de ses performances.
Babydoll n'étant pas présente quand les filles volent les objets, elle imagine donc pendant ses performances qu'elle est avec elles, dans des mondes fantastiques, où elles deviennent de puissantes guerrières envoyées en mission pour retrouver les objets en question. Lors du vol de la carte, elle s'imagine combattre les Allemands dans les tranchées de la Première Guerre mondiale afin de récupérer leurs plans. Dans la réalité, les filles s'emparent du plan du cabaret dans le bureau de Blue. Pour le briquet, les filles doivent voler celui d'un client venu assister à une représentation de Babydoll, mais la jeune fille imagine plutôt que les filles et elle sont dans un château infesté d'Orques où elles doivent voler la flamme d'un bébé dragon et affronter sa mère.
Néanmoins, les choses se gâtent au moment de voler le couteau du cuisinier (Malcolm Scott). La radio se coupe en plein milieu de la performance de Babydoll, ce qui lui fait reprendre conscience de la réalité. Alors qu'il tente de poignarder Sweet Pea, Rocket s'interpose et meurt. Dans son imaginaire, Babydoll imagine que cette dernière se sacrifie en restant dans le wagon d'un train où une bombe est sur le point d'exploser dans un monde futuriste. Quand Blue arrive, Sweet Pea est ravagée de douleur. Il l'enferme dans un placard et demande au reste du groupe d'aller se préparer pour le spectacle.
Les filles ignorent à ce moment que Blue est au courant de leur plan. En effet, Blondie n'était pas présente lors des événements dans la cuisine car trop effrayée à l'idée de se faire prendre. Elle est alors partie se confier à Vera Gorski, sans savoir que Blue écoutait tout. Furieux de comprendre que les filles tentent de lui échapper, et pour faire un exemple devant les autres, Blue tue Amber, puis Blondie. Il s'approche ensuite de Babydoll, dans l'intention de la violer, mais celle-ci le poignarde avec le couteau qui était caché dans un tiroir avant de prendre le briquet, la carte et la clef de Blue pour fuir avec Sweet Pea. Mais une fois arrivée dans la cour, Babydoll prend conscience que le cinquième élément est elle-même, elle doit donc se sacrifier pour que Sweet Pea, la seule ayant une raison et un but une fois libre, s'enfuie.
Babydoll se laisse repérer par les gardes devant le cabaret, pendant que Sweat Pea fuit. Elle se fait frapper par l'un d'eux et se réveille, le lendemain, lobotomisée dans le monde réel. Mais quelque chose dans son regard déroute le médecin : elle est résignée et accepte la lobotomie sans peur, car c'est ce qui doit être fait pour que « tout se termine bien ». Le docteur en informe Vera Gorski. Celle-ci, n'ayant pas prescrit l'intervention, s'étonne et comprend alors que Blue falsifie sa signature depuis des mois. Il est arrêté par la police au moment où il allait enfin posséder Babydoll, mais elle s'est déjà échappée, la lobotomie ayant effacé qui elle était.
Le film se termine sur la fuite de Sweet Pea vers ses parents. Le chauffeur du bus qui la ramène chez elle a l'apparence du sage des cinq filles dans les mondes créés par l'imagination de Babydoll.

### Version longues
La version longue du film bénéficie d'un montage différent pour certaines scènes ainsi que de quelques dialogues supplémentaires et des scènes d'action plus violentes. Cette version contient une séquence musicale chantée par Blue et Vera Gorski, peu après l'arrivée de Babydoll au cabaret, qui montre le déroulement d'une soirée type au sein de l'établissement.
Ces changements ont peu d'impact sur l'histoire en dehors d'une scène qui se déroule entre le sacrifice de Babydoll et son réveil après la lobotomie. Dans la version cinéma, la jeune fille se fait frapper par un garde et se réveille dans le monde réel, lobotomisée. Dans la version longue, après avoir été frappée, elle se réveille dans la chambre du High Roller, toujours dans le monde imaginaire. Ce dernier lui explique qu'il ne la forcera pas à coucher avec lui mais qu'il peut néanmoins lui permettre de se libérer de tout ce qu'elle a vécu. Babydoll accepte, ferme les yeux et se réveille dans le monde réel, lobotomisée, comme dans la version cinéma. Il est alors dévoilé que le High Roller est en réalité le médecin.

## Fiche technique
Sauf indication contraire, les informations mentionnées dans cette section peuvent être confirmées par la base de données cinématographiques IMDb,  présente dans la section « Liens externes ».
- Titre original : Sucker Punch
- Titre québécois : Coup interdit[4]
- Réalisation : Zack Snyder
- Scénario : Zack Snyder et Steve Shibuya, d'après une histoire écrite par Snyder
- Musique : Tyler Bates et Marius de Vries
- Direction artistique : Patrick Banister et Todd Cherniawsky
- Décors : Rick Carter
- Costumes : Michael Wilkinson
- Photographie : Larry Fong
- Montage : William Hoy
- Production : Zack Snyder et Deborah Snyder
  - Production déléguée : Christopher DeFaria, William Fay, Jon Jashni, Jim Rowe, Wesley Coller et Thomas Tull
- Sociétés de production : Legendary Pictures et Cruel and Unusual Films
- Société de distribution : Warner Bros. Pictures
- Budget : 82 millions de dollars[2]
- Pays de production :  États-Unis
- Langue originale : anglais
- Format : couleur — 2.39:1 — son Dolby Digital — IMAX
- Genre : Fantastique et action
- Durée : 110 minutes (version cinéma) ; 127 minutes (version longue)
- Dates de sortie : 
  - Argentine : 21 mars 2011
  - États-Unis, Canada et Québec : 25 mars 2011
  - France, Belgique[5] et Suisse romande[6] : 30 mars 2011
- Classification :
  - États-Unis : PG-13 (Accord parental recommandé, film déconseillé aux moins de 13 ans - version cinéma) ; R - Restricted (Interdit aux moins de 17 ans - version longue)
  - France : Tous publics avec avertissement (Des scènes, des propos ou des images peuvent heurter la sensibilité des spectateurs - Visa d'exploitation no 129165)[7] lors de sa sortie en salles et déconseillé aux moins de 10 ans à la télévision

## Distribution
- Emily Browning (VF : Noémie Orphelin) : Babydoll
- Abbie Cornish (VF : Élisabeth Ventura) : Sweet Pea
- Jena Malone (VF : Émilie Rault) : Rocket, sœur cadette de Sweet Pea
- Vanessa Hudgens (VF : Adeline Chetail) : Blondie
- Jamie Chung (VF : Cécile d'Orlando) : Amber
- Carla Gugino (VF : Micky Sebastian) : Dr Vera Gorski / Madame Gorski
- Oscar Isaac (VF : Axel Kiener) : Blue Jones
- Jon Hamm (VF : Constantin Pappas) : le docteur / le High Roller
- Scott Glenn (VF : Bernard Tiphaine) : le sage / chauffeur du bus
- Gerard Plunkett : le beau-père / le prêtre
- Frederique De Raucourt : la sœur cadette de Babydoll
- Malcolm Scott : le cuisinier
- Alan C. Peterson : le gardien / le maire
- Richard Cetrone : CJ
- Ron Selmour : Danforth
- Patrick Sabongui (en) : Earl (version longue uniquement)

 Source et légende : version française (VF) sur RS Doublage

## Production

### Genèse et développement
Zack Snyder décrit le projet comme une version des Aventures d'Alice au pays des merveilles avec des mitrailleuses. Il a écrit lui-même l'histoire avant de la développer avec Steve Shibuya. Le projet devait démarrer en 2007 mais Snyder décida de le mettre de côté pour se concentrer sur Watchmen : Les Gardiens.
Satisfait de Watchmen, Warner Bros. annonce en 2009 qu'il sera le distributeur de  Sucker Punch. Snyder déclara qu'il avait accepté de re-travailler avec le studio car il était satisfait de leur collaboration sur Watchmen, le studio lui ayant laissé le champ libre lors de la production. Au départ, le réalisateur voulait que Sucker Punch soit classé « R » (interdit aux jeunes de moins de 17 ans non accompagnés) afin d'être totalement libre au niveau du ton du film. Néanmoins par la suite, le réalisateur dévoile que le film sera classé « PG-13 » (déconseillé aux moins de 13 ans).

### Attribution des rôles
Avant le debut de la phase de casting, Zack Snyder révèle que le film mettra en scène une distribution principalement féminine, voulant faire l'opposé de son film 300, principalement masculin.
Le réalisateur proposa le rôle de Babydoll à Amanda Seyfried. Néanmoins, l'actrice fut contrainte de quitter le projet en raison du tournage de la série Big Love sur laquelle elle était déjà engagée. Emily Browning signe alors pour reprendre le rôle. Parallèlement, Snyder propose le rôle de Sweet Pea à Abbie Cornish ; celui de Rocket à Evan Rachel Wood ; celui de Amber à Emma Stone ; et celui de Blondie à Vanessa Hudgens. En 2020, Brie Larson dévoila avoir également auditionné pour jouer dans le film.
Wood quitte le projet en raison de ses rôles dans la série True Blood et dans la comédie musicale Spider-Man: Turn Off the Dark qui l'empêchait d'être disponible pour le tournage. Jena Malone est engagée pour la remplacer. Jamie Chung signe également pour remplacer Stone qui était engagée sur le film Easy Girl. Pour finir, Carla Gugino, Jon Hamm, Oscar Isaac et Scott Glenn sont engagés pour clore la distribution principale du film.

### Entrainement
Avant le début du tournage, Emily Browning, Abbie Cornish, Jena Malone et Jamie Chung ont bénéficié de douze semaines d'entrainement à partir de juin 2009. Vanessa Hudgens a rejoint l'entrainement plus tard en raison du tournage du film Sortilège. Parmi les entrainements, les actrices ont pu apprendre à porter une charge de plus de 110 kg. Damon Caro, le coordinateur des cascades et chorégraphes de 300 et Watchmen : Les Gardiens fut engagé pour s'occuper des scènes d'action, des entrainements aux cascades et pour les chorégraphies des combats.
Cornish déclara que les actrices devaient s'entraîner six heures par jour, cinq jours par semaine, aux arts martiaux, à l'épée mais également au combat à main nue. Malone précisa qu'une journée type d'entrainement commençait par quatre heures d'échauffements et d'arts martiaux suivi par trois heures d'exercices de port de poids, de formation aux armes à feu et au positionnement tactique, ainsi que des leçons de pole dance.
Lors d'une interview, Zack Snyder dévoile que Caro s'est inspiré de véritables techniques des SEAL pour la scène où les filles pénètrent le château pour trouver le bébé dragon.

### Tournage et post-production
La préproduction démarre en juin 2009 à Los Angeles, avant de se poursuivre à Vancouver. Le tournage débute en septembre 2009 à Vancouver et s'est terminé en janvier 2010. Le même mois, la post-production démarre à Vancouver et Toronto. Le film fut tourné avec la technologie IMAX.
Rick Carter était le chef décorateur du film. Pour Zack Snyder, les décors du film devait donner l'impression de repousser les limites et il voulait éviter qu'ils ressemblent à ceux d'un jeu vidéo. La direction artistique du film s'inspira énormément d'éléments de la culture japonaise, notamment des Samouraï, des Anime et des Mecha. Les sociétés Animal Logic et Moving Picture Company furent chargées des effets spéciaux. Le film se déroulant sur trois niveaux : la réalité, une semi-réalité et un monde fantastiques - le troisième niveau est celui qui demanda le plus de travail aux équipes chargées des effets spéciaux.
Avant la sortie du film, Warner Bros. annonce qu'il sera diffusé en 3D. Zack Snyder commença à travailler sur la conversion du film en 3D mais sa sortie sous ce format fut annulée par la suite.
Snyder coupa plusieurs scènes et en re-monte d'autres afin de satisfaire la Motion Picture Association of America pour que le film ne soit pas trop violent, vulgaire ou sexuel. Néanmoins, il confirme l'existence d'une version longue non censurée, plus proche de sa vision originale, et dévoile qu'elle sera proposée sur les éditions vidéos du film. Lors d'un entretien, Emily Browning a dévoilée qu'elle avait tourné une scène d'amour avec Jon Hamm dans le film dans laquelle elle juge que son personnage prend contrôle de sa propre sexualité. Néanmoins, la MPAA demanda à Snyder de la re-monter, ce qui donnait l'impression qu'elle n'était pas consentante. Le réalisateur décide par conséquent de couper la scène, ne voulant pas passer ce genre de message. La version originale de la scène est présente dans la version longue.

### Musique
La musique joue un rôle très important dans le film. Zack Snyder explique que dans l'histoire, la musique permet d'introduire les personnages dans les mondes fantastiques. Pour le compositeur Tyler Bates, les chansons fonctionnent comme le subconscient de Babydoll. Les compositions instrumentales du film furent composés par Bates en collaboration avec Marius de Vries.
Emily Browning enregistra des reprises de Sweet Dreams (Are Made of This), Asleep et Where Is My Mind? qui peuvent être entendues durant le film. Carla Gugino a suivi des cours de chant pour une séquence musicale en duo avec Oscar Isaac, qui fut néanmoins coupée de la version cinéma du film pour des raisons de durée. Cette scène, chorégraphiée par le Canadien Paul Becker, est néanmoins présente dans la version longue du film.
La bande originale du film est sortie le 22 mars 2011 via WaterTower Music. Elle contient neuf chansons, toutes des reprises, dont certaines interprétées par Browning, Gugino et Isaac.
Liste des titres
| 1.    | Sweet Dreams (Are Made of This)          | Emily Browning                   | 5:18 |
| 2.    | Army of Me (Sucker Punch Remix)          | Björk feat. Skunk Anansie        | 6:50 |
| 3.    | White Rabbit                             | Emilíana Torrini                 | 5:07 |
| 4.    | I Want It All / We Will Rock You Mash-Up | Queen feat. Armageddon aka Geddy | 5:07 |
| 5.    | Search and Destroy                       | Skunk Anansie                    | 4:24 |
| 6.    | Tomorrow Never Knows                     | Alison Mosshart et Carla Azar    | 7:35 |
| 7.    | Where Is My Mind?                        | Yoav et Emily Browning           | 6:08 |
| 8.    | Asleep                                   | Emily Browning                   | 4:20 |
| 9.    | Love Is the Drug                         | Carla Gugino et Oscar Isaac      | 4:12 |
| 49:08 |                                          |                                  |      |

## Accueil

### Critique
Aux États-Unis, le film reçoit un accueil mitigé à négatif de la part des critiques. Sur le site agrégateur de critiques Rotten Tomatoes, il obtient un score de 22 % de critiques positives, avec une note moyenne de 4,20/10 sur la base de 49 critiques positives et 171 négatives. Le consensus critique établi par le site résume : « Techniquement impressionnant et remplis d'images accrocheuse, mais sans personnages ou intrigues pour les assister, toutes les sensations visuelles de Sucker Punch sont vaines ».
Malgré le désir de Zack Snyder de faire en sorte que le film ne ressemble pas à un jeu vidéo, beaucoup de journalistes américains ont comparé le film à un jeu vidéo dans leurs critiques.
En France, le film reçoit un accueil plus chaleureux. Parmi les critiques positives Isabelle Fargette du Le Figaroscope décrit le film comme un « précipité de pop culture » et juge que le film est « le plus personnel, onirique, spectaculaire et maîtrisé » de Snyder. Dans une critique positive, Gilles Penso de L'Écran fantastique précise néanmoins que le résultat est « déstabilisant » et « difficile d'accès ». Metro, 20 Minutes, Le Monde et Mad Movies ont également publiés des critiques positives du film.
Plus mitigé, pour Jean-Sébastien Chauvin des Cahiers du cinéma il y a  « une certaine beauté dans la gratuité de ces missions » mais le journaliste juge le film répétitif. Renaud Baronian du Parisien juge qu'il faut voir le film comme un jeu vidéo géant.
Pour Stéphanie Belpêche du Journal de dimanche, le scénario manque terriblement d'enjeu. Dans une critique négative, Alexandre Hervaud de Libération le film est composé de « répliques plates, caractères sans profondeur, acteurs cabotins ». Pour Télérama, l'histoire est « aussi abracadabrante qu'épuisante ». L'Express et L'Obs ont également publiés des critiques négatives du film.

### Box-office
| Pays ou région | Box-office                    | Date d'arrêt du box-office | Nombre de semaines |
| -------------- | ----------------------------- | -------------------------- | ------------------ |
| France         | 572 491 entrées (4 958 885 $) | 26 avril 2011              | 4                  |
| États-Unis     | 36 392 502 $                  | 26 mai 2011                | 9                  |
| Mondial        | 89 792 502 $                  | -                          | -                  |

## Analyse

### Signification du titre et interprétations
Le titre du film, Sucker Punch, n'est pas expliqué dans le film. Le terme Sucker Punch n'a pas d'équivalent en français mais signifie un coup physique donné à une personne qui ne s'y attend pas. Pour Zack Snyder, ce titre peut être interprété de deux façons différentes : 

« Il y'a un mécanisme dans le film qui se faufile sur vous (le spectateur). Nous le plantons comme une graine, et à la fin du film, il vous revient. En quelque sorte, comme un coup de poing. Mais également, le spectateur à une idée préconçue quand il regarde Babydoll. Il pense qu'elle est douce et innocente, qu'elle n'est capable de seulement un certain nombre de choses. Alors que c'est un faux. Je pense que c'est une autre vision du titre. »

Dans sa critique du film, le journaliste Andrew O'Hehir du site Salon.com analyse le titre et l'explication de Snyder : 

« Si vous voulez comprendre l'idée centrale de Snyder, elle se trouve juste là dans le titre. Il nous donne ce que nous voulons (ou ce que nous pensons vouloir, ou ce qu'il pense que nous pensons vouloir) : des femmes fétichisées en mini-jupes, des séquences de combat glorieusement répétitives chargées de petits bouts d'intrigue, des fantasmes pseudo-féministes d'évasion et de vengeance. Puis il retire tout cela et nous poignarde à travers le globe oculaire. »

### Critique sur la représentation des femmes
Aux États-Unis, le film a divisé les critiques sur sa représentation des femmes. Alors que certains journalistes considèrent que le film est une critique de la sexualisation de la femme dans la culture populaire, d'autres journalistes ont décrit le film comme misogyne et certains ont été préoccupés par son traitement des violences sexuelles.
Pour le critique Michael Phillips du Chicago Tribune, le réalisateur aurait dû savoir dès la préproduction que « les fantasmes de quasi-viol et l'histoire de vengeance déguisée en puissante fable féministe n'allait satisfaire personne d'autres que lui-même ». Pour Steve Persall du St. Petersburg Times le film est offensant car « il suggère que l'objectification des femmes les rends plus fortes ». Le critique précise que néanmoins le film laisse entendre « que les hommes qui battent et tuent finiront par avoir ce qu'ils méritent ». Anthony Oliver Scott de The New York Times décrit le film comme « un fantasme de misogynie qui prétend être une fable féministe » et considère que son traitement des violences sexuelles est problématique. Pour Peter Debruge de Variety, le film se positionne comme féministe alors qu'il semble viser « des garçons de treize ans ». Il précise que le fait que les personnages féminins risquent constamment d'êtres violés ou tués rend le film « hautement inapproprié pour les jeunes spectateurs ».
Néanmoins, pour Betsy Sharkey du Los Angeles Times, le film n'objectifie pas les femmes, mais ne les rends pas plus fortes non plus. Elle considère le film comme étant plutôt « une provocation merveilleusement sauvage ». Dans un article rétrospectif sur la réception critique de Sucker Punch, le Britannique James MacDowell a remis en question la prétendue misogynie du film, arguant que le film est plutôt « une analyse profondément pessimiste de l'oppression féminine ». Plusieurs mois après la sortie du film, Nathan Rabin de The A.V. Club écrit que : « Selon à qui vous le demandez, Snyder a soit créé l'ultime fantasme masturbatoire et sexiste, soit il a créé une critique de l'ultime fantasme masturbatoire et sexiste ». Néanmoins, pour Rabin, il échoue dans les deux cas.
Pour Scott Mendelsohn du HuffPost, le film est « une mini-épopée féministe amère, triste et en colère ». D'après Mendelsohn, le film est en réalité « une critique de la sexualisation des femmes dans la culture populaire ». Patrick Bromley de DVD Verdict considère que Sucker Punch utilise « le prisme de la culture populaire pour dénoncer les rôles que l'on donne de force aux femmes, et pas seulement dans les fantasmes des geek. ».

Plusieurs années après la sortie du film, Zack Snyder déclarera que le film est une critique de la culture Geek, de son sexisme et de la façon dont elle est objectifie les femmes. Il en profite également pour réagir aux critiques qui considèrent le film comme misogyne : 

« Je suis encore choqué par la façon dont il a été incompris. J'ai toujours dit que c'était un commentaire sur le sexisme et la culture Geek (...) Sucker Punch est un « va te faire foutre » destiné à beaucoup de gens qui le regarderont. »